# بيتر سنكلير (ضابط بحري)
بيتر سنكلير (بالإنجليزية: Peter Sinclair)‏ هو ضابط بحري أسترالي، ولد في 16 نوفمبر 1934 في Manly, New South Wales ‏ في أستراليا.